# 维尼奥
维尼奥（法語：Vignot，法語發音：[viɲo]）是法国默兹省的一个市镇，位于该省东南部，默兹河右岸，属于科梅尔西区。

## 地理
维尼奥（48°46'26"N, 5°36'31"E）面积16.02 平方千米，位于法国大東部大區默兹省，该省份为法国西北部内陆省份，北与比利时接壤，西接马恩省和阿登省，南至上马恩省和孚日省，东临默尔特-摩泽尔省。
与维尼奥接壤的市镇（或旧市镇、城区）包括：科梅尔西、默兹河畔邦库尔、厄维尔、弗雷姆雷维尔-苏莱科特、日罗瓦桑、热维尔、莱鲁维尔。
维尼奥的时区为UTC+01:00、UTC+02:00（夏令时）。

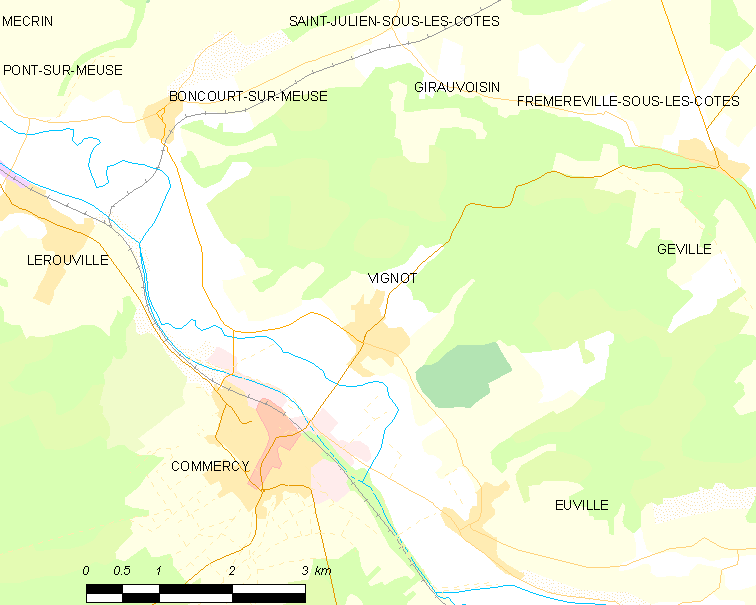
维尼奥的OSM定位图

## 行政
维尼奥的邮政编码为55200，INSEE市镇编码为55553。

## 政治
维尼奥所属的省级选区为科梅尔西县。

## 交通
默兹省省道D8线和D958线在市中心交汇。

## 人口

1962-2008年间维尼奥人口变化图示

维尼奥于2022年1月1日时的人口数量为1277人。